# Macaduma micans
Macaduma micans är en fjärilsart som beskrevs av George Francis Hampson 1900. Macaduma micans ingår i släktet Macaduma och familjen björnspinnare. Inga underarter finns listade i Catalogue of Life.